# Винтер, Майк
Майк Винтер (нем. и англ. Mike Winter; род. 2 сентября 1952) — австрийско-американский футбольный вратарь, который провёл четыре сезона в Североамериканской футбольной лиге и сыграл шесть матчей за сборную США.

## Клубная карьера
Винтер родился в Австрии. В 1972 году Винтер стал вратарём «Сент-Луис Старз» из Североамериканской футбольной лиги (NASL). В том же году он имел наибольший в лиге коэффициент надёжности после Кенни Купера-старшего. Это достижение привело к тому, что в 1972 году он стал новичком года NASL. Винтер провёл следующие два года со «Старз» до перехода в «Чикаго Стинг» в 1975 году. Он сыграл один сезон со «Стинг», а потом покинул NASL.

## Национальная сборная
В 1972 году Винтер сыграл свой первый матч с национальной сборной США. Он так и не стал основным игроком сборной, не выдержав конкуренцию с Майком Ивановым и Бобом Ригби. Тем не менее, он сыграл шесть матчей, но ни один из них не отстоял «насухо», и, что более важно, не выиграл.